# Werner Israel
Werner Israel (Berlim, 4 de outubro de 1931 – Vitória, 18 de maio de 2022) foi um físico canadense. Em 1990, juntamente com Eric Poisson, Israel foi pioneiro no estudo do interior de buracos negros e, seguindo uma sugestão de Roger Penrose, descobriu o fenômeno da inflação de massa (que não deve ser confundido com cosmologia inflacionária).

## Obras
- Werner Israel: The interior structure of black holes. Robert M. Wald (Hrsg.): Black Holes and Relativistic Stars. University of Chicago Press, Chicago 1998, p. 1237-154, ISBN 0-226-87034-0.
- W. Israel und E. Poisson: Internal structure of black holes. In: Physical Review D. Volume 41, 1990, p. 1796–1809.
- S. W. Hawking und W. Israel (Hrsg.): Three Hundred Years of Gravitation. Cambridge University Press, Cambridge 1987, ISBN 0-521-34312-7.
- S. W. Hawking und W. Israel (Hrsg.): General Relativity. An Einstein Centenary Survey. Cambridge University Press, Cambridge 1979, ISBN 0-521-22285-0
- W. Israel: Eventhorizons in static vacuum space-times. In: Physical Review. Volume 164, 1967, p. 1776–1779.

## Condecorações
- 1972: Fellow da Royal Society of Canada
- 1986: Fellow da Royal Society
- 1993: Oficial da Ordem do Canadá
- 1996: Prêmio Tomalla